# Douglas McMillan
Douglas McMillan (Dundee, 14 ottobre 1944) è un ex calciatore e allenatore di calcio scozzese naturalizzato statunitense.

## Carriera

### Club
Nativo della Scozia McMillan iniziò la propria carriera agonistica in vari club statunitensi. Nel 1973 viene ingaggiato dai Cleveland Stars, militanti nella American Soccer League, con cui ottiene il titolo individuale di "Rookie of the Year".
Nella stagione 1974 viene ingaggiato dalla neonata franchigia della NASL Los Angeles Aztecs, società con cui vince la NASL ed il titolo individuale di miglior esordiente. McMillan giocò la finale contro i Miami Toros da titolare, segnando anche all'ottantottesimo minuto la rete del 3-3 che portò poi l'incontro a risolversi favorevolmente ai rigori per gli Aztecs.
Con gli Aztecs McMillan militerà sino al 1976, anno in cui passa ai Los Angeles Skyhawks, con cui vincerà l'American Soccer League nel suo primo anno di militanza e di cui diverrà allenatore nel 1978. 
Chiuse la carriera agonistica nel 1983, militando nei campionati locali della California.

### Nazionale
McMillan nel 1973 indossa la maglia degli USA in due occasioni per incontri amichevoli.

## Statistiche

### Cronologia presenze e reti in Nazionale
| Cronologia completa delle presenze e delle reti in nazionale ― Stati Uniti | Cronologia completa delle presenze e delle reti in nazionale ― Stati Uniti | Cronologia completa delle presenze e delle reti in nazionale ― Stati Uniti | Cronologia completa delle presenze e delle reti in nazionale ― Stati Uniti | Cronologia completa delle presenze e delle reti in nazionale ― Stati Uniti | Cronologia completa delle presenze e delle reti in nazionale ― Stati Uniti | Cronologia completa delle presenze e delle reti in nazionale ― Stati Uniti | Cronologia completa delle presenze e delle reti in nazionale ― Stati Uniti |
| Data                                                                       | Città                                                                      | In casa                                                                    | Risultato                                                                  | Ospiti                                                                     | Competizione                                                               | Reti                                                                       | Note                                                                       |
| -------------------------------------------------------------------------- | -------------------------------------------------------------------------- | -------------------------------------------------------------------------- | -------------------------------------------------------------------------- | -------------------------------------------------------------------------- | -------------------------------------------------------------------------- | -------------------------------------------------------------------------- | -------------------------------------------------------------------------- |
| 17-3-1973                                                                  | Hamilton                                                                   | Bermuda                                                                    | 4 – 0                                                                      | Stati Uniti                                                                | Amichevole                                                                 | -                                                                          |                                                                            |
| 20-3-1973                                                                  | Łódź                                                                       | Polonia                                                                    | 4 – 0                                                                      | Stati Uniti                                                                | Amichevole                                                                 | -                                                                          |                                                                            |
| Totale                                                                     |                                                                            | Presenze                                                                   | 2                                                                          |                                                                            | Reti                                                                       | 0                                                                          |                                                                            |

## Palmarès

### Club
- Campionato NASL: 1

Los Angeles Aztecs:1974
- American Soccer League: 1

Los Angeles Skyhawks:1976

### Individuale
- ASL Rookie of the Year: 1

1973
- NASL Rookie of the Year: 1

1974